# ゆず文庫CLUB
『ゆず文庫CLUB』（ゆずぶんこクラブ）は、真里まさとしによる日本の漫画作品。

## 概要
『週刊ヤングジャンプ』（集英社）にて、連載された漫画作品。全30話。

## 登場人物
多羅場まこと
主人公。
大葉ゆず
官能小説家。
春
ウサギ飼育係。
影山
水泳部。
気仙沼

天上輪廻
官能小説家。27歳。
元気
インポが原因で自殺しようとしていた。
コリン
実は男。本名は鉄男。
まゆみ
バレーボール部。
鏑木亮
俳優。
駒子舞
グラビアアイドル。
安西らら子
漫画家。
由比ヶ浜唯
モデル。
創一郎
唯の彼氏。
八戸朝日
大学受験生。
美紀
朝日の彼女。
佐倉
生徒会長。
有栖川薫
実は女。
井上紗也香
家庭教師。まことの初体験の相手。
大倉美奈子
大家。
大倉正一
美奈子の義理の息子。
財前
らら子の彼氏。
多羅場寧々
まことのいとこ。
黒沢
寧々の先輩。

## 単行本
- 真里まさとし『ゆず文庫CLUB』 集英社〈ジャンプコミックス〉、全4巻
  1. 2002年7月24日発行、ISBN 4-08-876321-1
  2. 2003年2月24日発行、ISBN 4-08-876407-2
  3. 2004年1月24日発行、ISBN 4-08-876558-3
  4. 2005年2月23日発行、ISBN 4-08-876758-6